# Росовий ставок

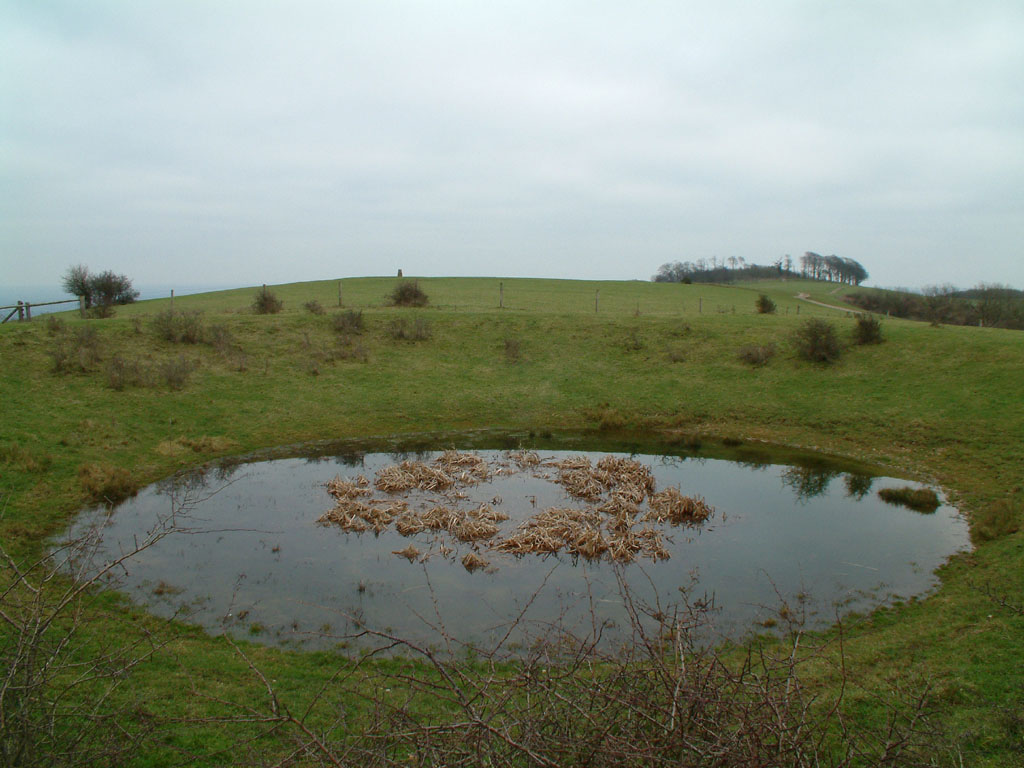
Типовий приклад водосховища роси в низовині біля Chanctonbury_Ring, West Sussex.

Росовий ставок — це штучний ставок, зазвичай розташований на вершині пагорба, призначений для напування худоби. Росові водойми застосовуються в районах, де природний запас поверхневої води може бути недоступним. Найменування росовий ставок (іноді хмарний ставок або туманний ставок) вперше вжито в Журналі Royal Agricultural Society у 1865 році. Незважаючи на назву, їх основним джерелом води вважаються опади, а не роса чи туман.

## Будівництво

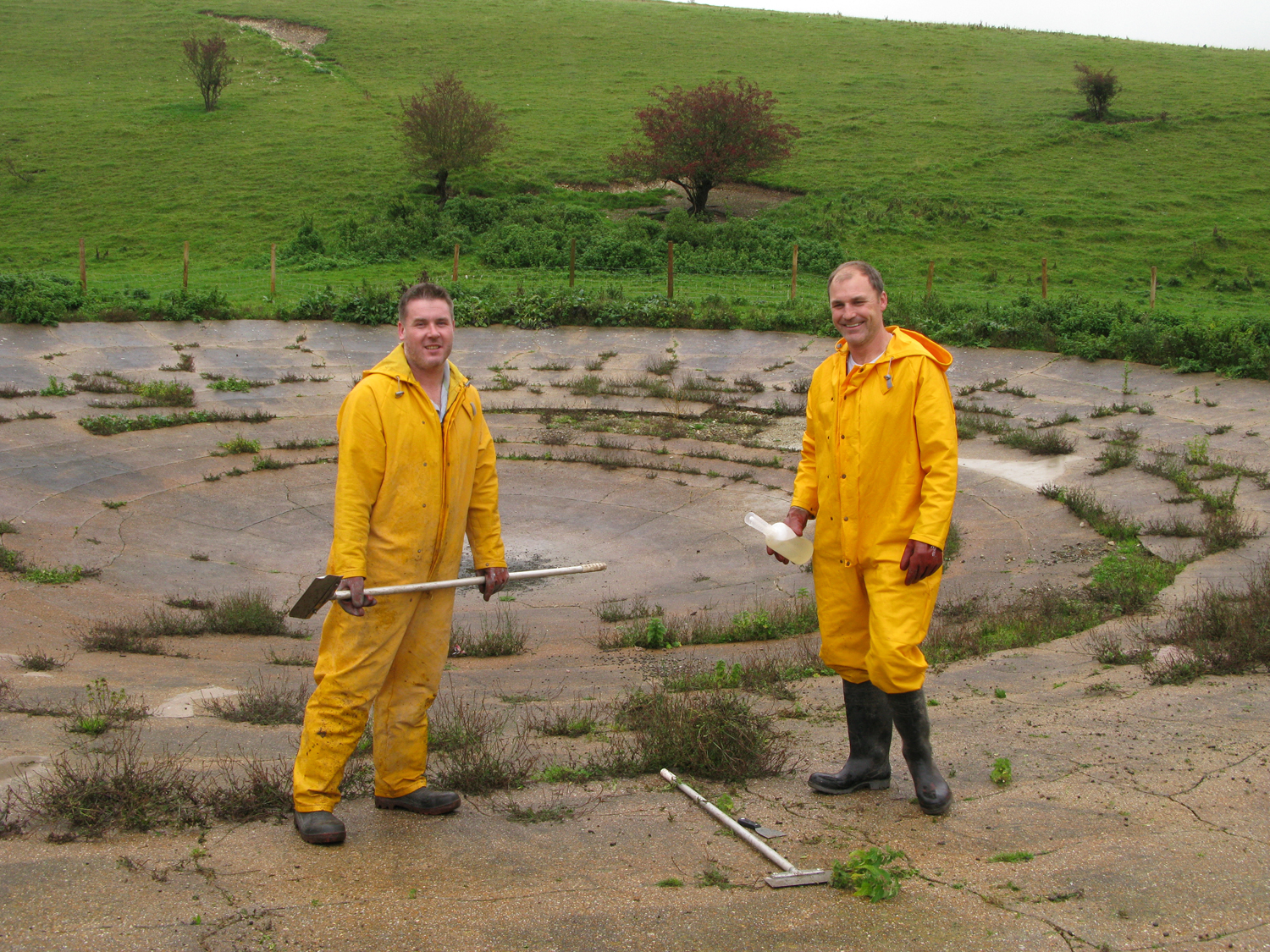
Сучасні ставки, виготовлені з портландцементу, потребують регулярного ремонту. Oxteddle Bottom, Sussex, Англія

Зазвичай вони є неглибокими, блюдцеподібними і вистеленими глянцевою глиною, крейдою або мергелем на ізоляційному шарі соломи поверх нижнього шару крейди або вапна. Щоб не дати дощовим черв'якам копати вгору, що за короткий час зробить глиняну підкладку пористою, викладають шар сажі або вапна, змішаного з глиною. Зазвичай глину покривають соломою для запобігання розтріскування сонцем та останнім шаром крейдового щебеню або зламаного каменю для захисту облицювання від копит овець чи великої рогатої худоби. Щоб зберегти більше води, шар глини може бути розширений по всій площі водозбору ставу.
Метод побудови базового шару за допомогою крейдяної калюжі був описаний у The Field 14 грудня 1907 р. Фермер з Сассексу 1850 року народження розповідає, як він та його предки робили ставки з роси:
| Ліві лапки | The requisite hole having been excavated, the chalk was laid down layer by layer, while a team of oxen harnessed to a heavy broad-wheeled cart was drawn round and round the cup shaped hole to grind the chalk to powder. Water was then thrown over the latter as work progressed, and after nearly a day of this process, the resultant mass of puddled chalk, which had been reduced to the consistency of thick cream, was smoothed out with the back of a shovel from the centre, the surface being left at last as smooth and even as a sheet of glass. A few days later, in the absence of frost or heavy rain, the chalk had become as hard as cement, and would stand for years without letting water through. This old method of making dew ponds seems to have died out when the oxen disappeared from the Sussex hills, but it is evident that the older ponds, many of which have stood for scores of years practically without repair, are still more watertight than most modern ones in which Portland cement has been employed. | Праві лапки |

Якщо температура у ставку буде низькою, випаровування може бути значно знижено, таким чином підтримуючи зібрану дощову воду. За словами дослідника Едварда Мартіна, цього можна досягти, побудувавши ставок у заглибленні, де, швидше за все, збирається прохолодне повітря, або тримати довкола довгу траву для посилення теплового випромінювання. Коли рівень води в ставі падає, прохолодне вологе повітря має утворюється над поверхнею, обмежуючи випаровування.

## Історія

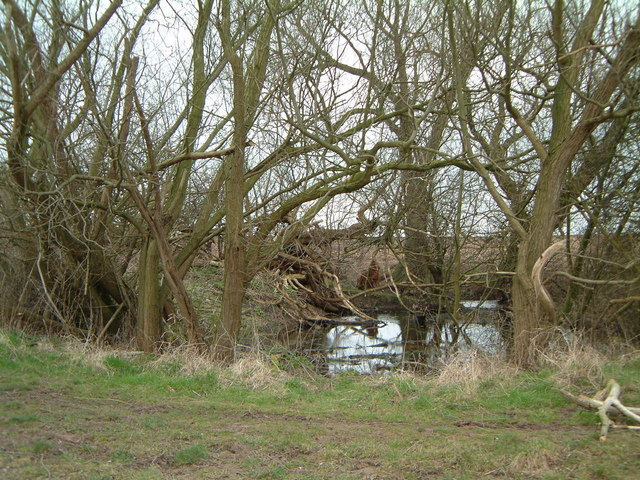
«Деякі люди кажуть, що дерева, які звисають над водоймою допомагають ставу». Росовий ставок на пагорбі над West_Leake Ноттінгемширом.

Таємниця росових ставків викликала інтерес багатьох істориків та вчених, але донедавна не було згоди щодо їх раннього походження. Поширена думка, що техніка побудови росових ставків була відома з найдавніших часів, як нам каже Кіплінг у пагорбі Пука Пука : «… люди кремнієвого періоду робили росові ставки під кільцем Чанктобері». Два росові ставки Ханктонбері, створені з використанням кремнієвий знарядь, які були розкопані поблизу, були подібні до інших земляних робіт, датованих періодом неоліту. Ландшафтна археологія теж демонструє, що їх використовували жителі довколишнього городища (можливо, з більш раннього часу, ніж у збереженої структури пізнього бронзового віку) для напування худоби. Більш прозаїчна оцінка археолога з Уїлтшира Мод Каннінгтона, не виключаючи доісторичного походження, описує такі позитивні тлумачення наявних доказів, як не що інше, як «польоти фантазії». Явне відношення до античності, проте, може бути, принаймні, в одного росового ставка в Уїлтширі: земельний акт від 825 року нашої ери згадує Oxenmere (51°22′33″ пн. ш. 1°50′54″ зх. д. / 51.375960° пн. ш. 1.848221° зх. д.) на Milk Hill, Уїлтшир, показуючи, що росові ставки були в експлуатації в протягом періоду англосаксів. Введення арламентських територій середини XVII ст. — середини ХІХ ст. спричинило створення багатьох нових високогірних ставків, оскільки доступ до традиційних джерел питної води для худоби був припинений.
Натураліст Гілберт Уайт у 1788 році зазначив, що під час тривалої літньої посухи штучні ставки на пагорбах над його рідним Сельборном, Гемпшир, зберігали свою воду, незважаючи на напування отари овець, тоді як більші ставки в долині висихали . У 1877 р. H.P. Slade зауважив, що це тому, що нижні водойми мають сміття, вимите в них притоками, яке робить їх мілкими, а більш високі — мають меншу площу поверхні води, що запобігає швидкому випаровуванню. Пізніші спостереження показали, що протягом ночі, за сприятливого формування роси, можливе підвищення рівня води приблизно на два-три сантиметри. Однак залишаються суперечки щодо засобів поповнення води росових ставків. Експерименти, проведені в 1885 р. для визначення походження води, виявили, що роса утворюється не від вогкості на повітрі, а від вологи в землі безпосередньо під місцем конденсації: роса, таким чином, була виключена як джерело поповнення. Інші вчені зазначають, що експерименти 1885 р. не врахували ізолюючу дію соломи та охолоджуючий ефект вологих глин: комбінований ефект полягав би в тому, щоб утримувати ставок при нижчій температурі, ніж навколишня земля, і таким чином змогти конденсувати більшу частку вологи. У свою чергу ці висновки були спростовані у 1930-х роках, коли вказувалося, що теплозберігаюча властивість води (її теплоємність) у багато разів перевищує показники земної, і тому повітря над водоймою влітку буде останнім місце для утворення конденсату. У висновку, було вирішено, що вирішальним фактором є форма ставу — блюдце, що виходить за межі самого ставу: великий ставок збирає більше опадів, ніж ставок, створений без такої особливості.
Росові ставки все ще поширені на низинах південної Англії, північних Дербіширських та Стаффордширських боліт та в Ноттінгемширі .

## Вимірювання утворення роси

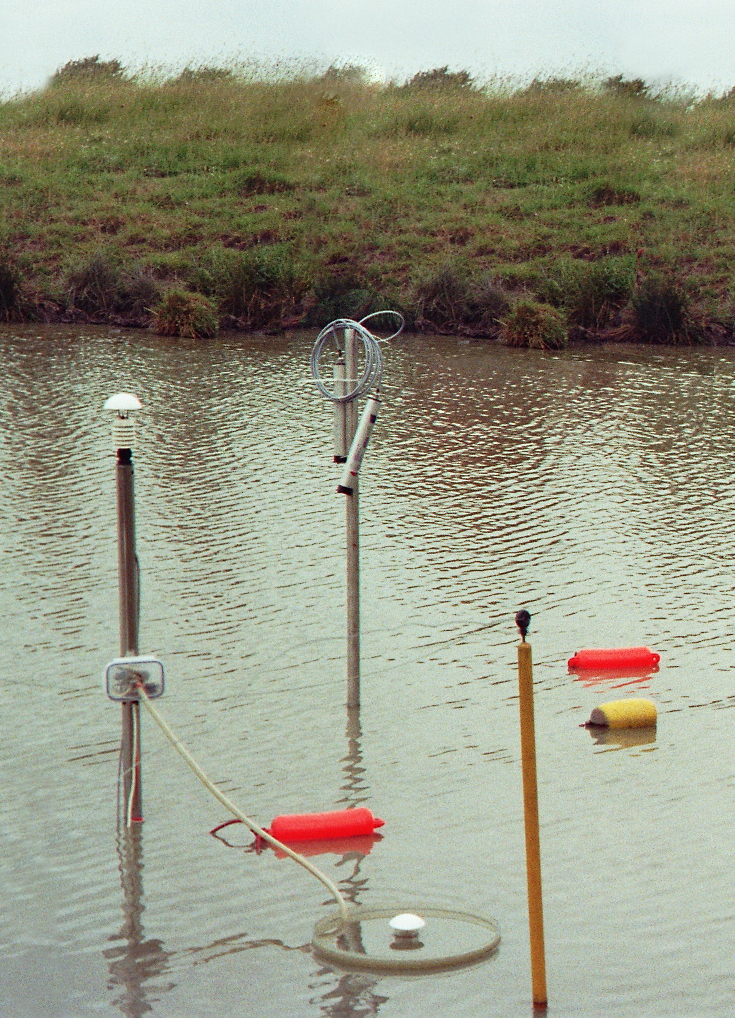
Прилади для вимірювання конденсації та випаровування на росовому ставку Helmfleeth, 1970 рік

На росовому ставку Гельмфліта в муніципалітеті Поппенбюль (півострів Ейдерштедт в Шлезвіг-Гольштейн, Німеччина) були проведені вимірювання випаровування та конденсації на місцевих ставах. Для цього були використані метеорологічні вимірювальні прилади та евапометр. Ці вимірювання довели утворення роси на основі зміни температури та погодних умов. Росовий ставок Гельмфет є частиною водопостачання болотних районів і використовується до сьогодні.

## Репродукції історичних росових ставків
У 2014 році традиційна техніка була перевірена сучасними будівельними матеріалами на репродукціях росових ставків у Східній Фрисландії. У цьому контексті в двох наземних заглибленнях випробували різні методи. ПВХ-плівка була використана для ущільнення та скловата для утеплення. Будівництво здійснювали майстри, а кліматологічний аналіз — Вернер та Колдевей.

## Культурна література
Дитяча рима « Джек і Джилл» може стосуватися ставка роси на вершині пагорба, а не до криниці.